# Lịch sử hành chính Vĩnh Long
Lịch sử hành chính Vĩnh Long được xem là bắt đầu từ cuộc cải cách hành chính của Minh Mạng năm 1832, khi thành lập 12 tỉnh từ các dinh trấn ở miền Nam. Vào thời điểm hiện tại (2023), về mặt hành chính, Vĩnh Long được chia làm 11 đơn vị hành chính cấp huyện – gồm gồm 1 thành phố, 1 thị xã và 6 huyện với 106 đơn vị hành chính cấp xã, bao gồm 6 thị trấn, 13 phường và 87 xã.

## Thời Chúa Nguyễn và Nhà Tây Sơn
Đất Vĩnh Long nguyên xưa thuộc vùng đất Tầm Bào, thuộc ảnh hưởng của Đế chế Khmer, nhưng trên thực tế là vùng đất hoang hóa, dân cư thưa thớt và hoàn toàn không có chính quyền quản lý. Đời chúa Nguyễn Phúc Chu, có quân Prea Sot (Sá Tốt) từ Chân Lạp kéo sang quấy nhiễu vùng Phiên Trấn. Chúa Nguyễn cho đặt dinh Điều khiển ở phủ Gia Định, mang quân đi đánh dẹp, đánh sang cả Chân Lạp. Vua Chân Lạp là Sâtha (Nặc Tha) hoảng sợ, dâng nạp hai vùng đất là Peam Mesar (Mỹ Tho) và Longhôr (Vĩnh Long) để cầu hòa. Năm 1732, chúa Nguyễn Phúc Chú đã lập ở phía nam dinh Phiên Trấn một đơn vị hành chính mới là dinh Long Hồ. Lúc này, đất Vĩnh Long ngày nay là trung tâm của châu Định Viễn (cũng mới thành lập), bao gồm một phần của Bến Tre ở mạn trên và Trà Vinh ở mạn dưới, trực thuộc dinh Long Hồ.
Trị sở dinh Long Hồ đặt ở thôn An Bình Đông, thuộc xứ Cái Bè nên còn gọi là dinh Cái Bè (lỵ sở châu Định Viễn cũng đặt tại đây, nay là thị trấn Cái Bè, huyện Cái Bè, tỉnh Tiền Giang). Các chức vụ đầu dinh có lưu thủ, cai bạ và ký lục trông coi việc quân sự, hành chính và thuế vụ cho cả một miền đất rộng lớn.
Năm 1739, chúa Nguyễn Phúc Khoát cho nhập thêm bốn huyện do đô đốc Mạc Thiên Tứ đem dâng, đó là: Long Xuyên (vùng Cà Mau), Kiên Giang (vùng Rạch Giá), Trấn Giang (vùng Cần Thơ), Trấn Di (vùng phía Bắc tỉnh Bạc Liêu), vào thống thuộc của dinh Long Hồ. Long Hồ trở thành một trong ba dinh và một trấn của vùng Nam Bộ là: Trấn Biên dinh (vùng Biên Hòa), Phiên Trấn dinh (vùng Gia Định), Long Hồ dinh (vùng Vĩnh Long) và Hà Tiên trấn (vùng Hà Tiên).
Năm 1753, chúa Nguyễn Phúc Khoát sai Nguyễn Cư Trinh sang đánh Chân Lạp. Vua Chân Lạp là Ang Snguon (Nặc Nguyên) chạy sang Hà Tiên nhờ Mạc Thiên Tứ tâu lên chúa Nguyễn xin dâng hai vùng là Tầm Bôn và Lôi Lạp để tạ tội. Năm 1756, chúa Nguyễn cho sáp nhập hai xứ này vào châu Định Viễn, thuộc Long Hồ dinh.
Năm 1757, Nặc Nguyên mất, chú họ là Ang Nhuan (Nặc Nhuận) xin hiến đất Trà Vang (Trà Vinh, Bến Tre) và Ba Thắc (Sóc Trăng, Bạc Liêu) để cầu được chúa Nguyễn phong làm vua Chân Lạp. Song không lâu, Nhuận bị con rể nổi loạn giết chết cướp ngôi. Chúa Nguyễn sai tướng Trương Phúc Du đánh dẹp, lấy lại ngôi vị cho con Nặc Nhuận là Ang Ton (Nặc Tôn). Nặc Tôn dân đất Tầm Phong Long (vùng Châu Đốc, Sa Đéc, Tân Châu ngày nay) để tạ ơn. Chúa Nguyễn lại sai đem đất ấy sáp nhập vào Long Hồ dinh. Cùng năm, chúa Nguyễn cho dời trị sở dinh Long Hồ và châu Định Viễn về xứ Tầm Bào thuộc địa phận Long Hồ thôn (tức vùng chợ Vĩnh Long ngày nay), đồng thời cho lập ba đạo để hỗ trợ việc coi giữ đó là: Đông Khẩu (ở phía Nam Sa Đéc), Tân Châu (ở đầu Cù lao Giêng, không phải tại thị xã Tân Châu bây giờ) và Châu Đốc. Do đất Long Hồ vốn xưa là trung tâm của  xứ Tầm Bào xưa, đất đai màu mỡ, giao thông thuận lợi, dân cư đông đúc, việc buôn bán thông thương phát đạt. Để bảo đảm an ninh quốc gia, nên chúa Nguyễn cũng đã cho thiết lập ở đây nhiều đồn binh như: Vũng Liêm, Trà Ôn,...
Tháng 11 (âm lịch) năm 1779, chúa Nguyễn Phúc Ánh duyệt lại bản đồ các dinh trong Gia Định, rồi cho dời thủ phủ Long Hồ dinh đến cù lao Hoằng Trấn ở giữa sông Hậu, từ đó gọi là dinh Hoằng Trấn, trông quản châu Định Viễn và ba tổng Bình An, Bình Dương và Tân An. Cương vực của dinh Hoằng Trấn cũng thu hẹp lại so với dinh Long Hồ trước đó, do phần đất tương ứng với các tỉnh Sóc Trăng, Bạc Liêu, Hậu Giang và thành phố Cần Thơ về dinh Trấn Định. Tuy nhiên, chỉ mới năm sau (1780), thì lại chuyển lỵ sở về nơi cũ.
Sách Quốc triều Chính biên toát yếu (tr. 27) chép:
Tháng 11 (âm lịch) năm Kỷ Hợi (1779), đổi dinh Long Hồ làm Hoằng Trấn, lãnh việc coi châu Định Viễn và ba tổng là Bình An, Bình Dương và Tân An. Tuy nhiên, chỉ mới năm sau (Canh Tý, 1780), thì lại cho lỵ sở trở lại đất thôn Long Hồ, đổi lại thành dinh Vĩnh Trấn. Mặc dù vậy, vẫn có người gọi theo tên cũ là dinh Long Hồ.

## Thời Nhà Nguyễn
Sau khi lên ngôi, tháng Giêng năm 1808, vua Gia Long cho nâng dinh Vĩnh Trấn thành trấn Vĩnh Thanh thuộc Gia Định Thành, đồng thời thăng châu Định Viễn làm phủ với 3 huyện: Vĩnh Bình, Vĩnh An và Tân An. Năm 1810, lại cắt 2 đạo Kiên Giang với Long Xuyên về trấn Hà Tiên như cũ.
Năm 1813, Gia Long lập thêm huyện Vĩnh Định thuộc trấn Vĩnh Thanh. Trấn thủ trấn Vĩnh Thanh là quan Hiệp trấn Vĩnh Thanh, với chức phó là quan Tham Hiệp. Các quan Trấn thủ Vĩnh Thanh gồm: Nguyễn Văn Thoại.
Năm Minh Mạng thứ 4 (1823), Minh Mạng chia huyện Tân An thành 2 huyện Tân An và Bảo An thuộc phủ mới lập tên là Hoằng An.
Đầu năm 1832, vua Minh Mạng cải cách địa giới hành chính, đổi trấn Vĩnh Thanh thành trấn Vĩnh Long và vào tháng 10 năm này đổi trấn Vĩnh Long thành tỉnh Vĩnh Long. Như vậy, toàn Nam Kỳ có 6 tỉnh, gọi là Nam Kỳ lục tỉnh (tức Biên Hòa, Gia Định, Định Tường, Vĩnh Long, An Giang và Hà Tiên).

## Thời Pháp thuộc và Nhật thuộc

### Năm 1897
Toàn tỉnh Vĩnh Long được chia thành 13 tổng:
- Tổng Bình An có 10 làng: Lộc Hòa, Phước Hậu, Tân Bình, Tân Giai, Tân Hạnh, Tân Hóa, Tân Hội, Tân Hiệp, Tân Nhơn, Tân Ngãi
- Tổng Bình Chánh có 8 làng: An Hội, Chánh An, Chánh Hiệp, Chánh Hòa, Chánh Thuận, Long Hội Thượng, Tân Thắng, Chánh Hội
- Tổng Bình Hiếu có 7 làng: Hiếu Ân, Hiếu Hiệp, Hiếu Hòa, Hiếu Kinh, Hiếu Ngãi, Hiếu Thuận, Hiếu Nhơn
- Tổng Bình Hưng có 8 làng: An Thành, Bình Lương, Bình Luông, Hòa Ninh, Phú Hiệp, Phụng Đức, Phú Thuận, Tân Phong
- Tổng Bình Long có 8 làng: Long An, Long Châu, Long Đức, Long Hiệp, Long Hồ, Long Phú, Long Phước, Long Phước Tây
- Tổng Bình Phú có 10 làng: Mỹ Hưng, Mỹ Thạnh Trung, Phú Lộc, Phú Lộc Đông, Phú Quới, Phú Ân, Phú Trường, Phú Trường Đông, Phú Hậu, Phú Yên
- Tổng Bình Quới có 7 làng: Phú Thới, Phước Thạnh, Quới Hiệp, Tân An Đông, Thái Bình, Thanh Khê, Trường Thọ
- Tổng Bình Thanh có 6 làng: An Hương, Hòa Mỹ, Nhơn Phú, Thanh Điền, Thanh Phước, Thanh Thủy
- Tổng Bình Thiềng có 7 làng: Bình Tịnh, Hạnh Lâm, Long Mỹ, Long Thanh, Sơn Đông, Thiềng Long, Thiềng Đức
- Tổng Bình Thới có 8 làng: Hòa Thuận, Thới Hòa, Hồi Luông, Hồi Xuân, Tân An Tây, Thới Hiệp, Tường Lộc, Tường Thạnh
- Tổng Bình Trung có 10 làng: Quang Đức, Quang Phong, Trung Điền, Trung Hậu, Trung Trạch, Trung Hòa, Trung Hưng, Trung Ngãi, Trung Tín, Trung Trị
- Tổng Bình Xương có 7 làng: Bình Chánh, Bình Sơn, Phú Đa, Phú Vĩnh, Phước Định, Tân Thạnh, Thới Định
- Tổng Minh Ngãi có 9 làng: Hưng Lễ, Hưng Long, Hưng Ngãi, Hưng Nhơn, Hưng Thạnh, Hưng Tín, Hưng Trí, Hưng Bình, Hưng Hòa

### Năm 1939
Tỉnh Vĩnh Long có 4 quận trực thuộc:
1. Quận Châu Thành có 4 tổng với 21 làng:
- Tổng Bình An có 6 làng: Lộc Hòa, Phước Hậu, Tân An, Tân Hạnh, Tân Hòa, Tân Ngãi.
- Tổng Bình Hưng có 6 làng: An Thành, Bình Lương, Ninh Thuận, Phú Hiệp, Tân Phong, Long Định.
- Tổng Bình Long có 6 làng: Long An, Long Châu, Long Hồ, Long Phước, Long Phước Tây, Phú Đức.
- Tổng Bình Thiên có 3 làng: Hòa Tịnh, Long Mỹ, Long Đức Đông.

2. Quận Chợ Lách có 3 tổng với 11 làng:
- Tổng Bình Thạnh có 3 làng: Mỹ An, Nhơn Phú, Phước Thủy
- Tổng Bình Xương có 4 làng: Phú Bình, Phú Phụng, Sơn Định, Tân Thạnh
- Tổng Minh Ngãi có 4 làng: An Thới, Hưng Long, Hòa Nghĩa, Tân Thiềng

3. Quận Vũng Liêm có 3 tổng với 14 làng:
- Tổng Bình Hiếu có 4 làng: Hiếu Ân, Hiếu Nhơn, Hiếu Thuận, Hiếu Đức
- Tổng Bình Quới có 4 làng: Quới Hiệp, Tân An Động, Thanh Bình, Thanh Phú
- Tổng Bình Trung có 6 làng: Trung Hiếu, Trung Ngãi, Trung Lương, Trung Chánh, Phong Thới, Trung Hậu

4. Quận Tam Bình có 3 tổng với 18 làng:
- Tổng Bình Chánh có 5 làng: Chánh An, Chánh Hiệp, Chánh Hòa, Chánh Hội, Tân Long Hội
- Tổng Bình Phú có 8 làng: Mỹ Hưng, Mỹ Thạnh Trung, Phú Hậu, Phú Lộc, Phú Lộc Đông, Phú Quới, Phú Trường Đông, Phú Trường Yên.
- Tổng Bình Thới có 5 làng: Hòa Bình, Tân An Luông, Xuân Hiệp, Tường Lộc, Thới Hòa

## Giai đoạn 1954 - 1975

### Về phíaQuốc gia Việt NamvàViệt Nam Cộng hòa

#### TỉnhVĩnh Long
Ngày 9 tháng 2 năm 1956, Tổng thống Việt Nam Cộng hòa ban hành Sắc lệnh số 16-NV. Theo đó, chuyển quận Tam Bình (thuộc tỉnh Vĩnh Long) về tỉnh Tam Cần mới lập.
Ngày 22 tháng 10 năm 1956, Tổng thống Việt Nam Cộng hòa ban hành Sắc lệnh số 143-NV. Theo đó, tỉnh Vĩnh Long (tỉnh lỵ Vĩnh Long). Tên cũ: Vĩnh Long + Sa Đéc.
Ngày 3 tháng 1 năm 1957, Bộ trưởng Nội vụ Việt Nam Cộng hòa ban hành Nghị định số 10-BNV/HC/NĐ về việc ấn định các đơn vị hành chánh tỉnh Vĩnh Long.
Ngày 8 tháng 10 năm 1957, Bộ Nội vụ Việt Nam Cộng hòa ban hành Nghị định số 308-BNV/HC/NĐ. Theo đó, tỉnh Vĩnh Long (tỉnh lỵ Vĩnh Long), gồm các đơn vị hành chánh kể sau đây:
| Đơn vị hành chánh của tỉnh Vĩnh Long | Đơn vị hành chánh của tỉnh Vĩnh Long     | Đơn vị hành chánh của tỉnh Vĩnh Long |
| STT                                  | Quận                                     | Tổng, xã |
| ------------------------------------ | ---------------------------------------- | --- |
| 1                                    | Châu Thành Vĩnh Long (quận ly Long Châu) | - Tổng Bình Long, gồm các xã: An Bình, Tân An, Tân Ngãi, Tân Hòa. - Tổng Bình An, gồm các xã: Tân Hạnh, Lộc Hòa, Phú Quới. - Tổng Long An, gồm các xã: Long Thạnh, Long Đức, Long Mỹ, Long Châu. - Tổng Phước An, gồm các xã: Phước Hậu, Long Hồ, An Đức. - Tổng An Mỹ Đông, gồm các xã: An Nhơn, Phú Hựu, An Phú Thuận, An Khánh.           |
| 2                                    | Chợ Lách (quận lỵ Sơn Định)              | - Tổng Bình Hưng, gồm các xã: Đồng Phú, Bình Hòa Phước, Phú Phụng. - Tổng Bình Xương, gồm các xã: Sơn Định, Vĩnh Bình, Tân Phong. - Tổng Minh Ngãi, gồm các xã: Long Thới, Hòa Nghĩa, Tân Thiềng. - Tổng Thanh Thiềng, gồm các xã: Chánh Hội, Nhơn Phú, An Phước, Tân Long Hội. - Tổng Bình Thiềng, gồm các xã: Mỹ An, Hòa Tịnh, Bình Phước. |
| 3                                    | Bình Minh (quận lỵ Mỹ Thuận)             | - Tổng An Trương, gồm các xã: Mỹ Thuận, Đông Thành (thêm xã Phù Ly cũ), Mỹ Hòa. - Tổng An Ninh, gồm các xã: Thạnh Lợi, Tân Quới, Tân Lược, Phong Hòa. - Tổng An Khương, gồm các xã: Vĩnh Thới, Tân Hòa Bình (Tân Hòa cũ). |
| 4                                    | Sa Đéc (quận lỵ Tân Vĩnh Hòa)            | - Tổng An Thạnh, gồm các xã: Tân Mỹ, Tân An Trung, Tân Khánh Tây, Tân Khánh, Tân Đông. - Tổng An Trung, gồm các xã: An Tịch, Tân Hiệp, Tân Xuân, Tân Nhuận Đông, Tân Vĩnh Hòa. - Tổng An Mỹ Tây, gồm các xã: Hòa Tân, Phú Long, Tân Phú Trung, Bình Tiên. - Tổng An Thới, gồm các xã: Long Thăng, Hòa Long, Hòa Thành, Tân Dương.            |
| 5                                    | Lấp Vò (quận lỵ Bình Thành Đông)         | - Tổng Phú Thượng, gồm các xã: Hội An Đông, Mỹ An Hưng, Bình Thành Đông (Bình Đông và một phần xã Tân Thạnh Trung), Bình Thành Trung (Tân Bình và một phần xã Tân Thạnh Trung), Bình Thành Tây, Định Yên. - Tổng Phong Thới, gồm các xã: Vĩnh Thạnh, Long Hưng, Long Hậu, Tân Thành, Tân Phước.                                              |
| Tổng cộng: 6 quận, 22 tổng, 81 xã.   |                                          | |

Ngày 10 tháng 3 năm 1961, Tổng thống Việt Nam Cộng hòa ban hành Nghị định số 279-NV. Theo đó, tái lập quận Cái Nhum tại tỉnh Vĩnh Long, quận lỵ đặt tại Cái Nhum. Địa giới quận Cái Nhum gồm có: tổng Thanh Thiềng (trước thuộc quận Chợ Lách), gồm các xã: Chánh Hội, Nhơn Phú, An Phước, Tân Long Hội và tổng Bình Thiềng gồm các xã: Mỹ An, Hòa Tịnh, Bình Phước (ba xã này trước thuộc quận Chợ Lách), Hòa Hiệp (gồm địa phận xã Hòa Hiệp, trước thuộc quận Tam Bình và một xẻo đất xã An Đức, quận Châu Thành, Vĩnh Long, nằm giữa các đường liên tỉnh số 7, hàng tỉnh số 33 và ranh xã Hòa Hiệp cũ).
Ngày 31 tháng 5 năm 1961, Tổng thống Việt Nam Cộng hòa ban hành Nghị định số 512-NV. Theo đó, quận Cái Nhum, tỉnh Vĩnh Long nay đổi tên là quận Minh Đức, quận lỵ đặt tại xã Chánh Hội.
Ngày 7 tháng 8 năm 1961, Tổng thống Việt Nam Cộng hòa ban hành Nghị định số 760-NV. Theo đó, sáp nhập xã Mỹ An Hưng, quận Lấp Vò, tỉnh Vĩnh Long vào quận Sadec cùng tỉnh.
Ngày 11 tháng 7 năm 1962, Tổng thống Việt Nam Cộng hòa ban hành Nghị định số 719-NV. Theo đó, thành lập tại tỉnh Vĩnh Long 2 quận mới lấy tên: quận Đức Tôn, quận lỵ đặt tại Cái Tàu Hạ; quận Đức Thành, quận lỵ đặt tại Hòa Long.
| Đơn vị hành chánh của tỉnh Vĩnh Long | Đơn vị hành chánh của tỉnh Vĩnh Long | Đơn vị hành chánh của tỉnh Vĩnh Long |
| STT                                  | Quận                                 | Tổng, xã |
| ------------------------------------ | ------------------------------------ | --- |
| 1                                    | Đức Tôn, quận lỵ đặt tại Cái Tàu Hạ  | 2 tổng: - Tổng An Mỹ Đông (trước thuộc quận Châu Thành), gồm các xã: An Nhơn, Phú Hựu, An Phú Thuận, An Khánh - Tổng An Mỹ Tây (trước thuộc quận Sa Đéc), gồm các xã: Tân Nhuận Đông, Hòa Tân, Phú Long |
| 2                                    | Đức Thành, quận lỵ đặt tại Hòa Long  | 3 tổng: - Tổng Tỉ Thiện (trước thuộc tổng Phong Thới, quận Lấp Vò), gồm các xã: Tân Thành, Long Hậu, Tân Phước. - Tổng Tiên Nghĩa (trước thuộc tổng An Thới, quận Sa Đéc), gồm các xã: Long Thắng, Hòa Long. - Tổng An Khương (trước thuộc quận Bình Minh), gồm các xã: Vĩnh Thới, Tân Hòa Bình, Phong Hòa. |

Ngày 22 tháng 6 năm 1964, Tổng trưởng Nội vụ Việt Nam Cộng hòa ban hành Nghị định số 754-BNV/NC. Theo đó, quy hoàn về tổng Phú Thượng thuộc quận Lấp Vò tỉnh Vĩnh Long, xã Mỹ An Hưng trước thuộc quận Sa Đéc cùng tỉnh.
Ngày 24 tháng 8 năm 1966, Chủ tịch Ủy ban Hành pháp Trung ương Việt Nam Cộng hòa ban hành Sắc lệnh số 162-SL/ĐUHC. Theo đó, chuyển 4 quận: Sa Đéc, Lấp Vò, Đức Tôn và Đức Thành của tỉnh Vĩnh Long về tỉnh Sa Đéc mới tái lập.
Ngày 14 tháng 1 năm 1967, Chủ tịch Ủy ban Hành pháp Trung ương Việt Nam Cộng hòa ban hành Sắc lệnh số 6-SL/ĐUHC. Theo đó sáp nhập vào tỉnh Vĩnh Long các quận liệt kê dưới đây nguyên thuộc tỉnh Vĩnh Bình:
| Đơn vị hành chánh của tỉnh Vĩnh Long | Đơn vị hành chánh của tỉnh Vĩnh Long | Đơn vị hành chánh của tỉnh Vĩnh Long |
| Số thứ tự                            | Quận                                 | Tổng, xã |
| ------------------------------------ | ------------------------------------ | --- |
| 1                                    | Trà Ôn                               | 3 tổng, 11 xã: - Tổng Bình Lễ, gồm 3 xã: Thiện Mỹ, Tân Mỹ, Thạnh Mỹ Hưng. - Tổng Thạnh Trị, gồm 5 xã: Trà Côn, Tích Thiện, Vĩnh Xuân, Thuận Thới, Hựu Thành. - Tổng Bình Thới, gồm 3 xã: Thới Hòa, Hòa Bình, Xuân Hiệp. |
| 2                                    | Vũng Liêm                            | 3 tổng, 9 xã: - Tổng Bình Hiếu, gồm 3 xã: Hiếu Phụng, Hiếu Thành, Tân An Luông. - Tổng Bình Trung, gồm 3 xã: Trung Hiệp, Trung Hiệu, Trung Ngãi. - Tổng Bình Quới, gồm 3 xã: Quới An, Quới Thiện, Trung Thành.          |

Ngày 2 tháng 8 năm 1969, Thủ tướng Chánh phủ Việt Nam Cộng hòa ban hành Nghị định số 856-NĐ/NV. Theo đó, ấn định lại các đơn vị hành chánh tỉnh Vĩnh Long (tỉnh lỵ Vĩnh Long) như sau:
| Đơn vị hành chánh của tỉnh Vĩnh Long | Đơn vị hành chánh của tỉnh Vĩnh Long    | Đơn vị hành chánh của tỉnh Vĩnh Long |
| Số thứ tự                            | Quận                                    | Tổng, xã |
| ------------------------------------ | --------------------------------------- | --- |
| 1                                    | Châu Thành Vĩnh Long, quận lỵ Long Châu | - Tổng Bình Long, gồm các xã: An Bình, Tân An, Tân Ngãi, Tân Hòa. - Tổng Bình An, gồm các xã: Tân Hạnh, Lộc Hòa, Phú Quới. - Tổng Long An, gồm các xã: Long Thanh, Long Đức, Long Mỹ, Long Châu. - Tổng Phước An, gồm các xã: Phước Hậu, Long Hồ, An Đức. |
| 2                                    | Chợ Lách, quận lỵ Sơn Định              | - Tổng Bình Xương, gồm các xã: Sơn Định, Vĩnh Bình, Tân Phong. - Tổng Bình Hưng, gồm các xã: Bình Hòa Phước, Đồng Phú, Phú Phụng. - Tổng Minh Ngãi, gồm các xã: Long Thới, Hòa Nghĩa, Tân Thiềng. |
| 3                                    | Bình Minh, quận lỵ Mỹ Thuận             | - Tổng An Trường, gồm các xã: Mỹ Thuận, Mỹ Hòa, Đông Thành, Song Phú (xã này nguyên thuộc tổng Bình Phú, quận Tam Bình cùng tỉnh). - Tổng An Ninh, gồm các xã: Tân Lược, Tân Quới, Thành Lợi. |
| 4                                    | Minh Đức, quận lỵ Chánh Hội             | - Tổng Thanh Tuyền, gồm các xã: Chánh Hội, An Phước, Nhơn Phú, Tân Long Hội, Quới An (nguyên thuộc tổng Bình Quới, quận Vũng Liêm cùng tỉnh và gồm thêm ấp Nhứt, xã Tân An Luông, tổng Bình Hiếu thuộc quận Vũng Liêm; ấp nầy được đặt tên là ấp Tân Quới). - Tổng Bình Thiềng, gồm các xã: Bình Phước, Hòa Tịnh, Mỹ An, Hòa Hiệp.                                                                                      |
| 5                                    | Tam Bình, quận lỵ Tường Lộc             | - Tổng Bình Phú, gồm các xã: Mỹ Lộc, Hậu Lộc, Mỹ Thạnh Trung (hai xã này nguyên thuộc tổng Bình Thuận cùng quận), Loan Mỹ (nguyên thuộc tổng Bình Định cùng quận và tổng này nay được bãi bỏ). - Tổng Bình Thuận, gồm các xã: Tường Lộc, Hòa Bình, Xuân Hiệp (hai xã này nguyên thuộc tổng Bình Thới, quận Trà Ôn cùng tỉnh và tổng này nay được bãi bỏ), Trà Côn (nguyên thuộc tổng Thạnh Trị, quận Trà Ôn cùng tỉnh). |
| 6                                    | Trà Ôn, quận lỵ Tân Mỹ                  | - Tổng Bình Lễ, gồm các xã: Tân Mỹ, Thạnh Mỹ Hưng, Thiện Mỹ, Bình Ninh, Ngãi Tứ (hai xã này nguyên thuộc tổng Bình Định, quận Tam Bình cùng tỉnh). - Tổng Thạnh Trị, gồm các xã: Hựu Thành, Thuận Thới, Tích Thiện, Vĩnh Xuân, Thới Hòa (nguyên thuộc tổng Bình Thới cùng quận). |
| 7                                    | Vũng Liêm, quận lỵ Trung Thành          | - Tổng Bình Hiếu, gồm các xã: Hiếu Phụng, Hiếu Thành, Tân An Luông (cắt ấp Nhứt sáp nhập xã Quới An thuộc quận Minh Đức). - Tổng Bình Quới, gồm các xã: Quới Thiện, Trung Thành. - Tổng Bình Trung, gồm các xã: Trung Hiệp, Trung Hiếu, Trung Ngãi. |
| Tổng cộng                            | 7 quận                                  | 18 tổng, 65 xã |

Ngày 7 tháng 4 năm 1971, Thủ tướng Chính phủ Việt Nam Cộng hòa ban hành Sắc lệnh số 27-SL/NV. Theo đó, phần đất của xã Tân Hòa, quận Châu Thành, tỉnh Vĩnh Long nằm về phía tây rạch Cây Da Nhỏ, nay được sáp nhập vào xã Phú Hựu, quận Đức Tôn, tỉnh Sadec.

#### TỉnhTrà Vinh- TỉnhTam Cần- TỉnhVĩnh Bình
Ngày 9 tháng 2 năm 1956, Tổng thống Việt Nam Cộng hòa ban hành Sắc lệnh số 16-NV. Theo đó, thành lập tạm thời một tỉnh lấy tên là tỉnh Tam Cần. Tỉnh Tam Cần, gồm có 4 quận kể dưới đây nhập lại: Tam Bình (thuộc tỉnh Vĩnh Long), Trà Ôn, Cầu Kè (thuộc tỉnh Cần Thơ), Tiểu Cần (thuộc tỉnh Trà Vinh). Trụ sở tỉnh đặt tại Cầu Kè.
Ngày 20 tháng 3 năm 1956, Tổng thống Việt Nam Cộng hòa ban hành Sắc lệnh số 37-NV. Theo đó, trụ sở tỉnh Tam Cần đặt tại Trà Ôn.
Ngày 21 tháng 7 năm 1956, Bộ trưởng Nội vụ Việt Nam Cộng hòa ban hành Nghị định số 39-BNV. Theo đó, thành lập quận Long Toàn thuộc tỉnh Trà Vinh, gồm các xã: Long Hữu, Hiệp Thạnh, Trường Long Hòa, Long Toàn (các xã này trước thuộc quận Cầu Ngan), Long Vĩnh (trước thuộc quận Trà Cú). Trụ sở quận này đặt ở chợ xã Long Toàn.
Ngày 22 tháng 10 năm 1956, Tổng thống Việt Nam Cộng hòa ban hành Sắc lệnh số 143-NV. Theo đó, tỉnh Vĩnh Bình (tỉnh lỵ Phú Vinh). Tên cũ: Trà Vinh.
Ngày 3 tháng 1 năm 1957, Bộ trưởng Nội vụ Việt Nam Cộng hòa ban hành Nghị định số 3-BNV/HV/NĐ. Theo đó, tỉnh Vĩnh Bình, tỉnh lỵ Phú Vinh, gồm các đơn vị hành chánh:
| Đơn vị hành chánh của tỉnh Vĩnh Bình | Đơn vị hành chánh của tỉnh Vĩnh Bình                          | Đơn vị hành chánh của tỉnh Vĩnh Bình |
| Số thứ tự                            | Quận                                                          | Tổng, xã |
| ------------------------------------ | ------------------------------------------------------------- | --- |
| 1                                    | Châu Thành Vĩnh Bình (trước thuộc Trà Vinh, quận lỵ Phú Vinh) | - Tổng Trà Nhiêu, gồm các xã: Phú Vinh, Đa Lộc, Hòa Thuận. - Tổng Trà Bình, gồm các xã: Hưng Mỹ, Long Hòa, Phước Hạo. - Tổng Trà Phú, gồm các xã: Lương Hòa, Nguyệt Hóa, Song Lộc, Thanh Mỹ.                       |
| 2                                    | Càng Long (trước thuộc Trà Vinh, quận lỵ Bình Phú)            | - Tổng Bình Khánh, gồm các xã: Bình Phú, Đức Mỹ, Nhị Long. - Tổng Bình Khánh Thượng, gồm các xã: An Trường, Huyền Hội, Mỹ Cẩm, Tân An. - Tổng Bình Phước, gồm các xã: Đại Phước, Phương Thạnh.                     |
| 3                                    | Cầu Ngang (trước thuộc Trà Vinh, quận lỵ Mỹ Hòa)              | - Tổng Bình Trị, gồm các xã: Hiệp Mỹ, Mỹ Hòa, Mỹ Long, Vinh Kim. - Tổng Vĩnh Lợi, gồm các xã: Hiệp Hòa, Long Sơn, Ngũ Lạc, Nhị Trường.                                                                             |
| 4                                    | Long Toàn (trước thuộc Trà Vinh, quận lỵ Long Toàn)           | - Tổng Vĩnh Trị, gồm các xã: Hiệp Thạnh, Long Hữu, Long Toàn, Long Vĩnh, Trường Long Hòa. |
| 5                                    | Trà Cú (trước thuộc Trà Vinh, quận lỵ Ngãi Xuyên)             | - Tổng Ngãi Hoa Thượng, gồm các xã: An Quảng Hữu, Lưu Nghiệp Anh, Ngãi Xuyên, Tập Sơn. - Tổng Ngãi Hòa Trung, gồm các xã: Đôn Châu, Long Hiệp, Phước Hưng. - Tổng Thanh Hòa Thượng, gồm các xã: Đại An, Hàm Giang. |
| 6                                    | Cầu Kè (trước thuộc Tam Cần, quận lỵ Hòa Ân)                  | - Tổng Tuân Giá, gồm các xã: Châu Điền, Hòa Ân, An Phú Tân, Phong Phú, Phong Thạnh, Tam Ngãi, Thanh Phú, Thông Hòa.                                                                                                |
| 7                                    | Tiểu Cần (trước thuộc Tam Cần, quận lỵ Tiểu Cần)              | - Tổng Ngãi Thạnh, gồm các xã: Tiểu Cần, Long Thới, Hùng Hòa, Tân Hòa, Tập Ngãi. |
| 8                                    | Trà Ôn (trước thuộc Tam Cần, quận lỵ Tân Mỹ)                  | - Tổng Bình Lễ, gồm các xã: Tân Mỹ, Thanh Mỹ Hưng, Thiên Mỹ. - Tổng Thành Trị, gồm các xã: Tích Thiện, Trà Côn, Vĩnh Xuân, Hữu Thành, Thuận Thới. - Tổng Bình Thới, gồm các xã: Thới Hòa, Hòa Bình, Xuân Hiệp.     |
| 9                                    | Vũng Liêm (trước thuộc Tam Cần, quận lỵ Trung Thành)          | - Tổng Bình Hiếu, gồm các xã: Hiếu Phụng, Hiếu Thành, Tân An Luông. - Tổng Bình Trung, gồm các xã: Trung Hiệp, Trung Hiếu, Trung Ngãi. - Tổng Bình Quới, gồm các xã: Trung Thành, Quới An, Quới Thiện.             |
| Tổng cộng                            | 9 quận                                                        | 20 tổng, 75 xã |

Ngày 17 tháng 12 năm 1963, Thủ tướng Chánh phủ Lâm thời Việt Nam Cộng hòa ban hành Nghị định số 240-TTP/ĐUHC. Theo đó,thành lập tại quận Cầu Kè tỉnh Vĩnh Bình, một tổng mới lấy tên là tổng Hòa Nghĩa. Địa phận tổng Hòa Nghĩa gồm 5 xã: Hòa Ân, An Phú Tân, Tam Ngãi, Thạnh Phú và Thông Hòa.
Ngày 31 tháng 12 năm 1963, Thủ tướng Chánh phủ Lâm thời Việt Nam Cộng hòa ban hành Nghị định số 390-TTP/ĐUHC. Theo đó, xã Long Hòa, thuộc tổng Trà Bình, quận Châu Thành Vĩnh Bình, nay được chia ra làm hai xã: xã Long Hòa và xã Long Hưng.
Ngày 5 tháng 2 năm 1965, Thủ tướng Chánh phủ Việt Nam Cộng hòa ban hành Nghị định số 216-NV. Theo đó, dời quận lỵ Long Toàn trước ở địa điểm WR.689.650 đến ấp Long Khánh cùng xã (xã Long Toàn).
Ngày 12 tháng 2 năm 1965, Thủ tướng Chánh phủ Việt Nam Cộng hòa ban hành Nghị định số 245-NV. Theo đó, chia xã Tiểu Cần thuộc tổng Ngãi Thành quận Tiểu Cần, tỉnh Vĩnh Bình, ra làm hai xã: xã Tiểu Cần và xã Hiếu Tử.
Ngày 18 tháng 11 năm 1965, Chủ tịch Ủy ban Hành pháp Trung ương Việt Nam Cộng hòa ban hành Nghị định số 1993-NV. Theo đó, dời quận lỵ quận Châu Thành tỉnh Vĩnh Bình trước đặt tại xã Long Đức (tỉnh lỵ Phú Vinh) đến xã Nguyệt Hóa.
Ngày 14 tháng 1 năm 1967, Chủ tịch Ủy ban Hành pháp Trung ương Việt Nam Cộng hòa ban hành Sắc lệnh số 6-SL/ĐUHC. Theo đó sáp nhập vào tỉnh Vĩnh Long các quận Trà Ôn và Vũng Liêm nguyên thuộc tỉnh Vĩnh Bình.

#### TỉnhBến Tre- TỉnhKiến Hòa
Ngày 28 tháng 6 năm 1956, Tổng thống Việt Nam Cộng hòa ban hành Sắc lệnh số 86-NV. Theo đó, sáp nhập vào địa hạt tỉnh Bến Tre, quận Bình Đại trước đây thuộc tỉnh Mỹ Tho.
Ngày 22 tháng 10 năm 1956, Tổng thống Việt Nam Cộng hòa ban hành Sắc lệnh số 143-NV. Theo đó, tỉnh Kiến Hòa (tỉnh lỵ Trúc Giang). Tên cũ: Bến Tre.
Ngày 3 tháng 1 năm 1957, Bộ trưởng Nội vụ Việt Nam Cộng hòa ban hành Nghị định số 8-BNV/HC/NĐ về việc ấn định các đơn vị hành chính tỉnh Kiến Hòa.
Ngày 28 tháng 12 năm 1957, Bộ trưởng Nội vụ Việt Nam Cộng hòa ban hành Nghị định số 369-BNV/HC/NĐ. Theo đó, xóa bỏ cù lao Tào, trong địa hạt xã Tân Thới, tổng Hòa Đồng Hạ, quận Hòa Đồng, tỉnh Định Tường. Cù lao Tào nay đặc vào địa hạt xã Long Phụng, tổng Hòa Quới, quận Bình Đại, tỉnh Kiến Hòa.
Ngày 16 tháng 10 năm 1958, Tổng thống Việt Nam Cộng hòa ban hành Nghị định số 572-BNV/HC/P7/NĐ. Theo đó, quận Sóc Sải tỉnh Kiến Hòa, đổi tên là quận Hàm Long.
Ngày 5 tháng 12 năm 1960, Tổng thống Việt Nam Cộng hòa ban hành Nghị định số 1192-NV. Theo đó, thành lập tại tỉnh Kiến Hòa một quận mới lấy tên là quận Hương Mỹ, quận lỵ đặt tại Hương Mỹ (cầu Mống). Địa giới quận Hương Mỹ gồm có:
- Tổng Minh Quới gồm các xã: Bình Khánh, Minh Đức, Tân Trung, An Định, Hương Mỹ (trước thuộc quận Mỏ Cày).
- Tổng Minh Huệ gồm các xã: Ngãi Đăng, An Thới, Cẩm Sơn, Thành Thới (trước thuộc quận Mỏ Cày).
- Tổng Minh Phú gồm các xã: Đại Điền, Phú Khánh, Quới Điền, Thới Thạnh (trước thuộc quận Thạnh Phú).

Ngày 7 tháng 3 năm 1963, Tổng thống Việt Nam Cộng hòa ban hành Nghị định số 209-NV. Theo đó, thành lập tại tỉnh Kiến Hòa một quận mới lấy tên là quận Đôn Nhơn, quận lỵ đặt tại Thiên Hựu (cựu gọi là Ba Vát).
| Đơn vị hành chánh của tỉnh Kiến Hòa | Đơn vị hành chánh của tỉnh Kiến Hòa | Đơn vị hành chánh của tỉnh Kiến Hòa |
| Số thứ tự                           | Quận                                | Tổng, xã |
| ----------------------------------- | ----------------------------------- | --- |
| 1                                   | Đôn Nhơn                            | 3 tổng, 9 xã: - Tổng Minh Lý, gồm 3 xã: Phú Sơn, Thạnh Ngãi, Vĩnh Thành. - Tổng Minh Thiện, gồm 4 xã: Phú Mỹ, Phước Mỹ Trung, Tân Phú Tây, Vĩnh Hòa. - Tổng Minh Thuận, gồm 2 xã: Hưng Khánh Trung, Nhuận Phú Tân (xã này trước thuộc tổng Minh Đạo).                                                                                        |
| 2                                   | Mỏ Cày                              | 2 tổng, 12 xã: - Tổng Minh Đạt, gồm 6 xã: Đa Phước Hội, Định Thủy, Hòa Lộc, Phước Hiệp, Tân Thành Bình, Thành Tân (xã này trước thuộc tổng Minh Lý). - Tổng Minh Đạo, gồm 6 xã: An Thạnh, Khánh Thạnh Tân, Tân Bình, Tân Thạnh Tây, Thành An (ba xã này trước thuộc tổng Minh Thuận), Thành Thới (trước thuộc tổng Minh Huệ, quận Hương Mỹ). |

Ngày 26 tháng 5 năm 1966, Chủ tịch Ủy ban Hành pháp Trung ương Việt Nam Cộng hòa ban hành Nghị định số 908-NĐ/NV. Theo đó, sáp nhập xã Sơn Đông quận Hàm Long và xã Nhơn Thạnh quận Giồng Trôm tỉnh Kiến Hòa vào quận Trúc Giang cùng tỉnh.
Ngày 2 tháng 8 năm 1967, Chủ tịch Ủy ban Hành pháp Trung ương Việt Nam Cộng hòa ban hành Nghị định số 1896-NĐ/ĐUHC. Theo đó, sáp nhập xã An Ngãi Tây, quận Giồng Trôm, tỉnh Kiến Hòa vào quận Ba Tri cùng tỉnh.
Ngày 22 tháng 11 năm 1972, Tổng trưởng Nội vụ Việt Nam Cộng hòa ban hành Nghị định số 757-BNV/HCĐP/NĐ. Theo đó, sáp nhập Cồn Quy (mới nổi trên sông Cửu Long) vào địa phận xã Quới Sơn, quận Trúc Giang, tỉnh Kiến Hòa.
Ngày 7 tháng 3 năm 1974, Thủ tướng Chính phủ Việt Nam Cộng hòa ban hành Nghị định số 184-NĐ/NV. Theo đó, thành lập tại tỉnh Kiến Hòa một quận mới lấy tên là quận Phước Hưng, quận lỵ đặt tại xã Phước Long. Địa giới quận Phước Hưng, gồm có 9 xã sau đây: Nhơn Thạnh, Phú Nhuận, Sơn Phú, Phước Long, tân lập Hưng Phong (gồm các cù lao Ốc, Linh, Heo, tách ở xã Thạnh Phú Đông) (6 xã này nguyên thuộc quận Trúc Giang), Long Mỹ, Thuận Điền, Lương Phú (3 xã này nguyên thuộc quận Giồng Trôm).

## Giai đoạn 1975 - 2025

### Các văn bản hành chính liên quan đến tỉnh Vĩnh Long
- Tháng 2 năm 1976, tỉnh Vĩnh Long và tỉnh Vĩnh Bình (do Việt Nam Cộng Hòa lập ra) hợp nhất thành tỉnh Cửu Long.
- Ngày 11 tháng 3 năm 1977, Hội đồng Chính phủ hợp nhất huyện Châu Thành Tây, huyện Cái Nhum và 2 xã của huyện Tam Bình thành một huyện lấy tên là huyện Long Hồ; hợp nhất huyện Tam Bình và huyện Bình Minh thành huyện Tam Bình; giải thể huyện Trà Ôn, nhập địa bàn vào các huyện Cầu Kè và Vũng Liêm; giải thể huyện Tiểu Cần, nhập địa bàn vào các huyện Cầu Kè, Càng Long và Trà Cú; giải thể huyện Châu Thành Đông, nhập địa bàn vào các huyện Cầu Ngang và Càng Long; sáp nhập xã Long Đức của huyện Châu Thành Đông vào thị xã Trà Vinh; sáp nhập xã Tân Ngãi và xã Tân Hòa của huyện Châu Thành Tây vào thị xã Vĩnh Long thuộc tỉnh Cửu Long.
- Ngày 15 tháng 9 năm 1981, Hội đồng Bộ trưởng chia xã để thành lập xã mới thuộc các huyện Cầu Ngang, Trà Cú, Long Hồ thuộc tỉnh Cửu Long.
- Ngày 29 tháng 9 năm 1981, Hội đồng Bộ trưởng phân vạch địa giới các huyện Châu Thành, Tiểu Cần, Trà Ôn, Bình Minh; chia huyện Cầu Ngang và huyện Long Hồ thuộc tỉnh Cửu Long thành bốn huyện lấy tên là huyện Cầu Ngang, huyện Duyên Hải, huyện Long Hồ và huyện Mang Thít thuộc tỉnh Cửu Long.
- Ngày 27 tháng 3 năm 1985, Hội đồng Bộ trưởng phân vạch, điều chỉnh địa giới xã, thị trấn thuộc các huyện Cầu Ngang, Châu Thành, Vũng Liêm, Bình Minh, Tam Bình, Duyên Hải thuộc tỉnh Cửu Long.
- Ngày 17 tháng 4 năm 1986, điều chỉnh địa giới hành chính thị xã Vĩnh Long, huyện Long Hồ và Mang Thít thuộc tỉnh Cửu Long.
- Ngày 23 tháng 11 năm 1991, Ban Tổ chức Chính phủ điều chỉnh địa giới thành lập xã, thị trấn thuộc các huyện Long Hồ, Cầu Ngang thuộc tỉnh Cửu Long.
- Ngày 26 tháng 12 năm 1991, giải thể tỉnh Cửu Long.

- Thành lập tỉnh Vĩnh Long: ngày 26 tháng 12 năm 1991
  - Ngày 26 tháng 12 năm 1991, chia tỉnh Cửu Long thành hai tỉnh Trà Vinh và Vĩnh Long. Tỉnh Vĩnh Long gồm có thị xã Vĩnh Long và 5 huyện: Bình Minh, Long Hồ, Tam Bình, Trà Ôn, Vũng Liêm.
  - Ngày 13 tháng 2 năm 1992, Chính phủ tái lập huyện Mang Thít từ 8 xã của huyện Long Hồ; trả 6 xã thuộc thị xã Vĩnh Long đã nhập năm 1986 về huyện Long Hồ thuộc tỉnh Vĩnh Long.
  - Ngày 18 tháng 3 năm 1994, Chính phủ điều chỉnh địa giới thành lập thị trấn Cái Nhum thuộc huyện Mang Thít, tỉnh Vĩnh Long.
  - Ngày 09 tháng 8 năm 1994, Chính phủ điều chỉnh địa giới thành lập xã thuộc thị xã Vĩnh Long và các huyện Bình Minh, Long Hồ, Mang Thít, Tam Bình, Trà Ôn, Vũng Liêm, tỉnh Vĩnh Long.
  - Ngày 13 tháng 5 năm 1995, Chính phủ đổi tên một số xã thuộc huyện Vũng Liêm, tỉnh Vĩnh Long.
  - Ngày 31 tháng 7 năm 2007, Chính phủ thành lập huyện Bình Tân thuộc tỉnh Vĩnh Long.
  - Ngày 10 tháng 4 năm 2009, Chính phủ thành lập thành phố Vĩnh Long thuộc tỉnh Vĩnh Long trên cơ sở toàn bộ diện tích tự nhiên, dân số và các đơn vị hành chính trực thuộc của thị xã Vĩnh Long.
  - Ngày 28 tháng 12 năm 2012, Chính phủ thành lập thị xã Bình Minh thuộc tỉnh Vĩnh Long trên cơ sở toàn bộ diện tích tự nhiên và dân số của huyện Bình Minh.
  - Ngày 10 tháng 1 năm 2020, Ủy ban Thường vụ Quốc hội thành lập 4 phường: Tân Hòa, Tân Hội, Tân Ngãi, Trường An thuộc thành phố Vĩnh Long và sắp xếp đơn vị hành chính cấp xã thuộc tỉnh Vĩnh Long.

### Tỉnh Cửu Long: tồn tại đến ngày 26 tháng 12 năm 1991

#### Năm 1977: Quyết định 59-CP ngày 11 tháng 3
- Quyết định 59-CP[46] ngày 11 tháng 3 năm 1977 của Hội đồng Chính phủ về việc hợp nhất và điều chỉnh điều chỉnh địa giới huyện thuộc tỉnh Cửu Long:

Huyện Châu Thành Tây, huyện Cái Nhum
- Hợp nhất huyện Châu Thành Tây (trừ 2 xã Tân Ngài, Tân Hòa), huyện Cái Nhum, xã Hòa Hiệp và xã Hậu Lộc của huyện Tam Bình thành một huyện lấy tên là huyện Long Hồ;

Huyện Bình Minh, huyện Tam Bình
- Hợp nhất huyện Tam Bình và huyện Bình Minh thành một huyện lấy tên là huyện Tam Bình;

Huyện Trà Ôn, huyện Tiểu Cần, huyện Cầu Kè
- Hợp nhất huyện Trà Ôn (trừ 3 xã Hòa Bình, Xuân Hiệp, Thới Hòa) huyện Cầu Kè và xã Long Thới, xã Tiểu Cần của huyện Tiểu Cần thành một huyện lấy tên là huyện Cầu Kè;

Huyện Trà Ôn, huyện Vũng Liêm
- Sáp nhập xã Hòa Bình, xã Xuân Hiệp và xã Thới Hòa của huyện Trà Ôn vào huyện Vũng Liêm;

Huyện Tiểu Cần, huyện Châu Thành Đông
- Sáp nhập xã Hiếu Tử của huyện Tiểu Cần; xã Nguyệt Hóa, xã Lương Hóa, xã Đa Lộc, xã Thanh Mỹ và xã Sông Lộc của huyện Châu Thành Đông vào huyện Càn Long;

Huyện Châu Thành Đông, huyện Cầu Ngang
- Sáp nhập xã Hòa Thuận, xã Lương Hòa, xã Hưng Mỹ và xã Phước Hào của huyện Châu Thành Đông vào huyện Cầu Ngang;

Huyện Tiểu Cần, huyện Trà Cú
- Sáp nhập xã Tập Ngãi, xã Hùng Hòa và xã Tân Hòa của huyện Tiểu Cần vào huyện Trà Cú;

Huyện Châu Thành Đông, thị xã Trà Vinh
- Sáp nhập xã Long Đức của huyện Châu Thành Đông vào thị xã Trà Vinh;

Huyện Châu Thành Tây, thị xã Vĩnh Long
- Sáp nhập xã Tân Ngãi và xã Tân Hòa của huyện Châu Thành Tây vào thị xã Vĩnh Long;

#### Năm 1981: Quyết định 69-HĐBT ngày 15 tháng 9
- Quyết định 69-HĐBT[47] ngày 15 tháng 9 năm 1981 của Hội đồng Bộ trưởng về việc chia xã để thành lập xã mới thuộc các huyện Cầu Ngang, Trà Cú, Long Hồ, tỉnh Cửu Long:

Huyện Cầu Ngang
- Chia xã Trường Long Hòa thành hai xã lấy tên là xã Trường Long Hòa và xã Dân Thành.
- Chia xã Ngũ Lạc thành hai xã lấy tên là xã Ngũ Lạc và xã Thạnh Hòa Sơn.
- Chia xã Long Toàn thành hai xã lấy tên là xã Long Toàn và xã Long Khánh.
- Chia xã Mỹ Long thành hai xã lấy tên là xã Mỹ Long và xã Hiệp Thạnh.
- Tách ấp Cả Đôi của xã Long Vĩnh để sáp nhập vào xã Long Khánh cùng huyện.

Huyện Trà Cú
- Chia xã Đôn Châu thành hai xã lấy tên là xã Đôn Châu và xã Đôn Xuân.
- Chia xã Long Hiệp thành ba xã lấy tên là xã Long Hiệp, xã Tân Hiệp và xã Ngọc Biên.
- Chia xã Ngãi Xuyên thành hai xã lấy tên là xã Ngãi Xuyên và xã Thạnh Sơn.
- Chia xã Tập Ngãi thành hai xã lấy tên là xã Tập Ngãi và xã Ngãi Hùng.

Huyện Long Hồ
- Chia xã Tâm Long thành hai xã lấy tên là xã Thanh Đức và xã Long Mỹ.

#### Năm 1981: Quyết định 98-HĐBT ngày 29 tháng 9
- Quyết định 98-HĐBT[48] ngày 29 tháng 9 năm 1979 của Hội đồng Bộ trưởng phân vạch địa giới huyện thuộc tỉnh Cửu Long:

huyện Châu Thành, huyện Cầu Ngang, huyện Càng Long
- Huyện Châu Thành gồm có các xã Long Hoà, Hưng Mỹ, Phước Hảo, Hoà Thuận của huyện Cầu Ngang và các xã Song Lộc, Đa Lộc, Lương Hòa, Nguyệt Hóa, Thanh Mỹ của huyện Càng Long. Trụ sở huyện đóng tại xã Đa Lộc.

huyện Tiểu Cần, huyện Trà Cú, huyện Cầu Kè, huyện Càng Long
- Huyện Tiểu Cần gồm có các xã Tân Hòa, Hùng Hòa, Tập Ngãi, Ngãi Hùng của huyện Trà Cú và các xã Tiểu Cần, Long Thới của huyện Cầu Kè và xã Hiếu Tử của huyện Càng Long. Trụ sở huyện đóng tại xã Tiểu Cần.
- Huyện Càng Long gồm có các xã: Mỹ Cẩm, An Trường, Huyền Hội, Tân An, Bình Phú, Phương Thạnh, Đại Phước, Nhị Long, Đức Mỹ. Trụ sở huyện đóng tại xã Mỹ Cẩm.
- Huyện Trà Cú gồm có các xã: An Quãng Hữu, Lưu Nghiệp Anh, Đại An, Đôn Châu, Đôn Xuân, Long Hiệp, Tân Hiệp, Ngãi Xuyên, Ngọc Biên, Thanh Sơn, Tập Sơn, Phước Hưng, Hàm Giang. Trụ sở huyện đóng tại xã Ngãi Xuyên.

huyện Trà Ôn, huyện Cầu Kè, huyện Vũng Liêm
- Huyện Trà Ôn gồm có các xã Vĩnh Xuân, Thuận Thới, Hựu Thành, Tích Thiện, Tân Mỹ, Thiện Mỹ, Trà Côn, Lục Sỹ và thị trấn Trà Ôn của huyện Cầu Kè và các xã Thới Hòa, Xuân Hiệp, Hòa Bình của huyện Vũng Liêm. Trụ sở huyện đóng tại thị trấn Trà Ôn.
- Huyện Cầu Kè gồm có các xã: An Phú Tân, Châu Điền, Hòa An, Ninh Thới, Phong Phú, Phong Thạnh, Tam Ngãi, Thạnh Phú, Thông Hòa. Trụ sở huyện đóng tại xã Hòa Ân.
- Huyện Vũng Liêm gồm có các xã: Hiếu Thành, Quới Thiện, Trung Thành, Trung Hiếu, Trung Ngãi, Hiếu Phụng, Tân An Luông, Quới An, Trung Hiệp, Trung Chánh. Trụ sở huyện đóng tại xã Trung Thành.

huyện Bình Minh, huyện Tam Bình
- Huyện Bình Minh gồm có các xã Thành Lợi, Mỹ Hòa, Mỹ Thuận, Tân Qưới, Tân Lược, Đông Thành và thị trấn Cái Vồn của huyện Tam Bình. Trụ sở huyện đóng tại thị trấn Cái Vồn.
- Huyện Tam Bình gồm có các xã Bình Ninh, Hậu Lộc, Hòa Hiệp, Loan Mỹ, Mỹ Lộc, Mỹ Thạnh Trung, Ngãi Tứ, Song Phú, Tường Lộc và thị trấn Tam Bình. Trụ sở huyện đóng tại thị trấn Tam Bình.

huyện Cầu Ngang, huyện Duyên Hải
- Huyện Cầu Ngang gồm có các xã Thạnh Hòa Sơn, Long Sơn, Nhị Trường, Hiệp Hòa, Vĩnh Kim, Mỹ Hòa, Hiệp Mỹ, Mỹ Long. Trụ sở huyện đóng tại xã Mỹ Hòa.
- Huyện Duyên Hải gồm có các xã Long Vĩnh, Trường Long Hòa, Dân Thành, Long Khánh, Long Toàn, Long Hữu, Ngũ Lạc, Hiệp Thạnh. Trụ sở huyện đóng tại xã Long Toàn.

huyện Long Hồ, huyện Mang Thít
- Huyện Long Hồ gồm có các xã An Bình, Bình Hòa Phước, Long Phước, Lộc Hòa, Tân Hành, Đồng Phú, An Đức, Phú Qưới, Thanh Đức. Trụ sở huyện đóng tại xã An Đức.
- Huyện Mang Thít gồm có các xã An Phước, Chánh Hội, Tân Long Hội, Nhơn Phú, Mỹ An, Hòa Tịnh, Bình Phước, Long Mỹ. Trụ sở huyện đóng tại xã Chánh Hội.

#### Năm 1985: Quyết định 86-HĐBT ngày 27 tháng 3
- Quyết định 86-HĐBT[49] ngày 27 tháng 3 năm 1985 của Hội đồng Bộ trưởng điều chỉnh địa giới xã, thị trấn thuộc tỉnh Cửu Long:

Huyện Cầu Ngang
- Chia xã Mỹ Long thành hai xã lấy tên là xã Mỹ Long Bắc và xã Mỹ Long Nam.
- Chia xã Hiệp Hòa thành hai xã lấy tên là xã Hiệp Hòa và xã Kim Hòa.

Huyện Châu Thành
- Chia xã Long Hòa thành hai xã lấy tên là xã Long Hòa và xã Hòa Minh.

huyện Vũng Liêm
- Chia xã Hiếu Thành thành ba xã lấy tên là xã Hiếu Thành, xã Hiếu Nhơn và xã Hiếu Nghĩa.
- Chia xã Quới Thiện thành hai xã lấy tên là xã Quới Thiện và xã Thanh Bình.
- Tách ấp Phong Thới và ấp Trung Tín thuộc xã Trung Thành để thành lập thị trấn Vũng Liêm (thị trấn huyện lỵ huyện Vũng Liêm).

huyện Bình Minh
- Chia xã Mỹ Thuận thành ba xã lấy tên là xã Mỹ Thuận, xã Nguyễn Văn Thảnh và xã Thuận An.

huyện Tam Bình
- Chia xã Song Phú thành hai xã lấy tên là xã Song Phú và xã Long Phú.

huyện Duyên Hải
- Tách ấp Động Cao và ấp Hồ Thùng thuộc xã Dân Thành; tách các ấp Hồ Tàu, Rạch Cái Cỏ, Phước Thiện và Vĩnh Lợi thuộc xã Long Vĩnh để thành lập xã Đông Hải.

#### Năm 1986: Quyết định 44-HĐBT ngày 17 tháng 4
- Quyết định 44-HĐBT[50] ngày 17 tháng 4 năm 1986 của Hội đồng Bộ trưởng về việc điều chỉnh địa giới hành chính thị xã Vĩnh Long, huyện Long Hồ và Mang Thít, tỉnh Vĩnh Long:

thị xã Vĩnh Long, huyện Long Hồ
- Tách các xã An Bình, Bình Hòa Phước, Đồng Phú, Thanh Đức, Tân Hạnh (trừ ấp An Hiệp và 1/2 ấp Phước Bình), và xã Long Phước (gồm ấp Phước Hanh, Phước Ngươn A, 1/2 ấp Phước Lợi A và 4/5 ấp Phước Lợi B) thuộc huyện Long Hồ để sáp nhập vào thị xã Vĩnh Long.
- Thành lập xã Phước Hậu thuộc thị xã Vĩnh Long trên cơ sở các ấp Phước Hanh, Phước Ngươn A, 1/2 Phước Lợi A và 4/5 Phước lợi B của xã Long Phước thuộc huyện Long Hồ mới sáp nhập vào thị xã Vĩnh Long.
- Sau khi mở rộng địa giới hành chính, thị xã Vĩnh Long có 7 phường là phường 1, phường 2, phường 3, phường 4, phường 5, phường 8, phường 9 và 8 xã An Bình, Bình Hòa Phước, Đồng Phú, Phước Hậu, Tân Ngãi, Tân Hòa, Thanh Đức, Tân Hạnh với diện tích tự nhiên 13.876,40 hécta cùng 155.801 nhân khẩu.
- Xã Phước Hậu thuộc thị xã Vĩnh Long có tổng diện tích tự nhiên 911,99 hécta với 6.774 nhân khẩu.
- Xã Tân Hạnh thuộc thị xã Vĩnh Long có 1.417,20 hécta diện tích tự nhiên với 11.521 nhân khẩu.
- Xã Long Phước thuộc huyện Long Hồ có 1.360,67 hécta diện tích tự nhiên với 11.932 nhân khẩu.
- Sáp nhập phần còn lại của xã Tân Hạnh là ấp An Hiệp và 1/2 ấp Phước Bình vào xã Phú Quới cùng huyện Long Hồ.

huyện Long Hồ, huyện Mang Thít
- Sáp nhập huyện Long Hồ và huyện Mang Thít thành một huyện lấy tên là huyện Long Hồ.
- Huyện Long Hồ có 12 xã An Đức, An Phước, Chánh Hội, Bình Phước, Nhơn Phú, Lộc Hòa, Long Phước, Long Mỹ, Hòa Tịnh, Mỹ An, Tân Long Hội và Phú Quới với diện tích tự nhiên 26.117 hécta và 142.537 nhân khẩu.

#### Năm 1991: Quyết định ngày 23 tháng 11
- Quyết định ngày 23 tháng 11 năm 1991 của Ban Tổ chức Chính phủ về việc điều chỉnh địa giới thành lập xã, thị trấn thuộc các huyện Long Hồ, Cầu Ngang:

huyện Long Hồ
- Tách một phần đất của xã An Đức để thành lập thị trấn Long Hồ (thị trấn huyện lị huyện Long Hồ).

huyện Cầu Ngang
- Tách một phần đất của xã Mỹ Hòa để thành lập thị trấn Cầu Ngang (thị trấn huyện lị huyện Cầu Ngang).
- Sáp nhập 2 xã Mỹ Long Bắc và Mỹ Long Nam thành xã Mỹ Long.

### Thành lập tỉnh Vĩnh Long

#### Năm 1991: Nghị quyết ngày 26 tháng 12
- Nghị quyết ngày 26 tháng 12 năm 1991 của Quốc hội[51], chia tỉnh Cửu Long thành tỉnh Trà Vinh và tỉnh Vĩnh Long:

Tỉnh Vĩnh Long:
- Tỉnh Vĩnh Long có sáu đơn vị hành chính gồm: Thị xã Vĩnh Long và năm huyện: Bình Minh, Long Hồ, Tam Bình, Trà Ôn, Vũng Liêm
- Tỉnh lỵ: Thị xã Vĩnh Long.

Tỉnh Trà Vinh:
- Tỉnh Trà Vinh có tám đơn vị hành chính gồm: Thị xã Trà Vinh và bảy huyện: Càng Long, Cầu Kè, Cầu Ngang, Châu Thành, Duyên Hải, Tiểu Cần, Trà Cú
- Tỉnh lỵ: Thị xã Trà Vinh.

#### Năm 1992: Quyết định số 50-HĐBT ngày 13 tháng 2 năm 1992
huyện Long Hồ, huyện Mang Thít
- Quyết định số 50-HĐBT[52] ngày 13 tháng 2 năm 1992 của Ban Tổ chức Chính phủ điều chỉnh địa giới hành chính thị xã Vĩnh Long, huyện Long Hồ và tái lập huyện Mang Thít:

thị xã Vĩnh Long, huyện Long Hồ
- Sáp nhập 6 xã: Đồng Phú, An Bình, Bình Hòa Phước, Phước Hậu, Tân Hạnh, Thanh Đức của thị xã Vĩnh Long về huyện Long Hồ quản lý.
- Sau khi điều chỉnh địa giới hành chính, thị xã Vĩnh Long có 7 phường là phường 1, phường 2, phường 3, phường 4, phường 5, phường 8, phường 9 và 2 xã Tân Ngãi, Tân Hòa.

huyện Long Hồ, huyện Mang Thít
1. Tái lập huyện Mang Thít trên cơ sở tách 8 xã: An Phước, Chánh Hội, Tân Long Hội, Nhơn Phú, Mỹ An, Hòa Tịnh, Bình Phước, Long Mỹ thuộc huyện Long Hồ.
2. Huyện Long Hồ có 11 đơn vị hành chính gồm thị trấn Long Hồ và 10 xã: An Đức, Lộc Hòa, Long Phước, Phú Quới, Đồng Phú, An Bình, Bình Hòa Phước, Phước Hậu, Tân Hạnh, Thanh Đức.

#### Năm 1994: Nghị định 21-CP ngày 18 tháng 3
- Nghị định 21-CP[53] ngày 18 tháng 3 năm 1994 của Chính phủ về việc thành lập thị trấn Cái Nhum thuộc huyện Mang Thít, tỉnh Vĩnh Long:

huyện Mang Thít
- Thành lập thị trấn Cái Nhum trên cơ sở điều chỉnh một phần diện tích và dân số của xã Chánh Hội.

#### Năm 1994: Nghị định 85-CP ngày 09 tháng 8
- Nghị định 85-CP[54] ngày 09 tháng 8 năm 1994 của Chính phủ về việc điều chỉnh địa giới thành lập xã thuộc tất cả các đơn vị hành chính cấp huyện của tỉnh Vĩnh Long:

thị xã Vĩnh Long
- Thành lập xã Tân Hội trên cơ sở điều chỉnh một phần diện tích và dân số của xã Tân Hòa.
- Thành lập xã Trường An trên cơ sở điều chỉnh một phần diện tích và dân số của xã Tân Ngãi.

huyện Bình Minh
- Thành lập xã Đông Bình trên cơ sở điều chỉnh một phần diện tích và dân số của xã Đông Thành.
- Thành lập xã Đông Thạnh trên cơ sở điều chỉnh một phần diện tích và dân số của xã Đông Thành.
- Thành lập xã Thành Đông trên cơ sở điều chỉnh một phần diện tích và dân số của xã Thành Lợi.
- Thành lập xã Thành Trung trên cơ sở điều chỉnh một phần diện tích và dân số của xã Thành Trung.
- Thành lập xã Tân Bình trên cơ sở điều chỉnh một phần diện tích và dân số của xã Tân Qưới.
- Thành lập xã Tân Thành trên cơ sở điều chỉnh một phần diện tích và dân số của xã Tân Qưới.
- Thành lập xã Tân An Thạnh trên cơ sở điều chỉnh một phần diện tích và dân số của xã Tân Lược.
- Thành lập xã Tân Hưng trên cơ sở điều chỉnh một phần diện tích và dân số của xã Tân Lược.

huyện Long Hồ
- Chia xã An Đức thành 2 xã: Long An và Phú Đức.
- Thành lập xã Hòa Ninh trên cơ sở điều chỉnh một phần diện tích và dân số của các xã An Bình, Đồng Phú, Bình Hòa Phước.
- Thành lập xã Hòa Phú trên cơ sở điều chỉnh một phần diện tích và dân số của xã Lộc Hòa.
- Thành lập xã Thạnh Qưới trên cơ sở điều chỉnh một phần diện tích và dân số của Phú Qưới.

huyện Mang Thít
- Thành lập xã Tân An Hội trên cơ sở điều chỉnh một phần diện tích và dân số của xã Chánh Hội.
- Thành lập xã Chánh An trên cơ sở điều chỉnh một phần diện tích và dân số của xã Chánh Hội.
- Thành lập xã Tân Long trên cơ sở điều chỉnh một phần diện tích và dân số của xã Tân Long Hội.
- Thành lập xã Mỹ Phước trên cơ sở điều chỉnh một phần diện tích và dân số của các xã Mỹ An và An Phước.

huyện Tam Bình
- Thành lập xã Phú Thịnh trên cơ sở điều chỉnh một phần diện tích và dân số của xã Song Phú.
- Thành lập xã Tân Phú trên cơ sở điều chỉnh một phần diện tích và dân số của xã Long Phú.
- Thành lập xã Tân Lộc trên cơ sở điều chỉnh một phần diện tích và dân số của xã Hậu Lộc.
- Thành lập xã Phú Lộc trên cơ sở điều chỉnh một phần diện tích và dân số của các xã Tân Lộc và Song Phú.
- Thành lập xã Hòa Lộc trên cơ sở điều chỉnh một phần diện tích và dân số của các xã Hậu Lộc và Tường Lộc.
- Thành lập xã Hòa Thạnh trên cơ sở điều chỉnh một phần diện tích và dân số của xã Hòa Hiệp.

huyện Trà Ôn
- Thành lập xã Phú Thành trên cơ sở điều chỉnh một phần diện tích và dân số của xã Lục Sĩ Thành.
- Thành lập xã Nhơn Bình trên cơ sở điều chỉnh một phần diện tích và dân số của xã Hòa Bình.

huyện Vũng Liêm
- Thành lập xã Nguyễn Việt Hùng trên cơ sở điều chỉnh một phần diện tích và dân số của xã Trung Thành.
- Thành lập xã Lê Văn Hoàng trên cơ sở điều chỉnh một phần diện tích và dân số của xã Trung Thành.
- Thành lập xã Lê Quang Phòng trên cơ sở điều chỉnh một phần diện tích và dân số của xã Trung Hiếu.
- Thành lập xã Nguyễn Chí Trai trên cơ sở điều chỉnh một phần diện tích và dân số của xã Trung Ngãi.
- Thành lập xã Hiếu Thuận trên cơ sở điều chỉnh một phần diện tích và dân số của xã Hiếu Phụng.
- Thành lập xã Tân Qưới Trung trên cơ sở điều chỉnh một phần diện tích và dân số của các xã Tân An Luông, Qưới An và Trung Chánh.

#### Năm 1995: Nghị định 30-CP ngày 13 tháng 5
huyện Vũng Liêm
- Nghị định 30-CP[55] ngày 13 tháng 5 năm 1995 của Chính phủ về việc đổi tên một số xã thuộc huyện Vũng Liêm, tỉnh Vĩnh Long:

1. Đổi tên xã Nguyễn Việt Hùng thành xã Trung Thành Tây.
2. Đổi tên xã Lê Văn Hoàng thành xã Trung Thành Đông.
3. Đổi tên xã Lê Quang Phòng thành xã Trung An.
4. Đổi tên xã Nguyễn Chí Trai thành xã Trung Nghĩa.

#### Năm 2007: Nghị định 125/2005/NĐ-CP ngày 31 tháng 7
huyện Bình Minh, huyện Bình Tân
- Nghị định 125/2007/NĐ-CP[56] ngày 31 tháng 7 năm 2007 của Chính phủ điều chỉnh địa giới hành chính huyện Bình Minh để thành lập huyện Bình Tân, tỉnh Vĩnh Long:

1. Thành lập huyện Bình Tân thuộc tỉnh Vĩnh Long trên cơ sở điều chỉnh 15.288,63 ha diện tích tự nhiên và 93.758 nhân khẩu của huyện Bình Minh (gồm toàn bộ diện tích tự nhiên và nhân khẩu của các xã: Mỹ Thuận, Nguyễn Văn Thảnh, Thành Lợi, Thành Đông, Thành Trung, Tân Quới, Tân Bình, Tân Thành, Tân Hưng, Tân Lược, Tân An Thạnh).
2. Huyện Bình Tân có 15.288,63 ha diện tích tự nhiên và 93.758 nhân khẩu, có 11 đơn vị hành chính trực thuộc, gồm các xã: Mỹ Thuận, Nguyễn Văn Thảnh, Thành Lợi, Thành Đông, Thành Trung, Tân Quới, Tân Bình, Tân Thành, Tân Hưng, Tân Lược, Tân An Thạnh.
3. Sau khi điều chỉnh địa giới hành chính để thành lập huyện Bình Tân, huyện Bình Minh còn lại 9.152,62 ha diện tích tự nhiên và 86.409 nhân khẩu, có 6 đơn vị hành chính trực thuộc, bao gồm các xã: Đông Bình, Đông Thạnh, Mỹ Hoà, Đông Thành, Thuận An và thị trấn Cái Vồn.
4. Tỉnh Vĩnh Long có 8 đơn vị hành chính trực thuộc, gồm các huyện: Trà Ôn, Tam Bình, Vũng Liêm, Mang Thít, Long Hồ, Bình Minh, Bình Tân và thị xã Vĩnh Long.

#### Năm 2009: Nghị định 16/NĐ-CP ngày 10 tháng 4
thành phố Vĩnh Long
- Nghị định 16/NĐ-CP[57] ngày 10 tháng 4 năm 2009 của Chính phủ thành lập thành phố Vĩnh Long thuộc tỉnh Vĩnh Long:

1. Thành phố Vĩnh Long có diện tích tự nhiên 4.800,8 ha và 147.039 nhân khẩu, có 11 đơn vị hành chính, gồm: Phường 1, Phường 2, Phường 3, Phường 4, Phường 5, Phường 8, Phường 9, xã Trường An, xã Tân Ngãi, xã Tân Hòa, xã Tân Hội.
2. Thành phố Vĩnh Long có địa giới hành chính: Đông và Nam giáp huyện Long Hồ tỉnh Vĩnh Long, Tây giáp huyện Châu Thành tỉnh Đồng Tháp, Bắc giáp sông Tiền.
3. Tỉnh Vĩnh Long có 8 đơn vị hành chính trực thuộc, gồm các huyện: Trà Ôn, Tam Bình, Vũng Liêm, Mang Thít, Long Hồ, Bình Minh, Bình Tân và thành phố Vĩnh Long.

#### Năm 2012: Nghị quyết số 89/NQ-CP ngày 28 tháng 12
thị xã Bình Minh
- Nghị quyết số 89/NQ-CP[58] ngày 28 tháng 12 năm 2012 của Chính phủ về việc thành lập thị xã Bình Minh và điều chỉnh địa giới để thành lập các phường thuộc thị xã Bình Minh, tỉnh Vĩnh Long:

1. Thành lập thị xã Bình Minh thuộc tỉnh Vĩnh Long trên cơ sở toàn bộ 9.363,29 ha diện tích tự nhiên và 95.282 nhân khẩu của huyện Bình Minh.
2. Thị xã Bình Minh có 9.363,29 ha diện tích tự nhiên và 95.282 nhân khẩu.
3. Địa giới hành chính thị xã Bình Minh: Đông giáp huyện Tam Bình; Tây giáp huyện Bình Tân và thành phố Cần Thơ; Nam giáp huyện Trà Ôn và thành phố Cần Thơ; Bắc giáp huyện Bình Tân.
4. Thành lập phường Cái Vồn thuộc thị xã Bình Minh trên cơ sở điều chỉnh 175,53 ha diện tích tự nhiên, 14.523 nhân khẩu của thị trấn Cái Vồn và 43,62 ha diện tích tự nhiên, 3.852 nhân khẩu của xã Thuận An.
5. Thành lập phường Thành Phước thuộc thị xã Bình Minh trên cơ sở 359,93 ha diện tích tự nhiên và 13.703 nhân khẩu còn lại của thị trấn Cái Vồn.
6. Thành lập phường Đông Thuận thuộc thị xã Bình Minh trên cơ sở điều chỉnh 394,16 ha diện tích tự nhiên và 8.729 nhân khẩu của xã Đông Bình.

- Sau khi thành lập thị xã Bình Minh và điều chỉnh địa giới hành chính để thành lập 03 phường thuộc thị xã Bình Minh:

1. Thị xã Bình Minh có 9.363,29 ha diện tích tự nhiên và 95.282 nhân khẩu; có 08 đơn vị hành chính trực thuộc, gồm 03 phường: Cái Vồn, Thành Phước, Đông Thuận và 05 xã: Thuận An, Đông Thạnh, Đông Bình, Mỹ Hòa, Đông Thành.
2. Xã Thuận An còn lại 2.004,07 ha diện tích tự nhiên và 16.368 nhân khẩu.
3. Xã Đông Bình còn lại 1.009,85 ha diện tích tự nhiên và 7.508 nhân khẩu.
4. Tỉnh Vĩnh Long có 150.490 ha diện tích tự nhiên và 1.028.550 nhân khẩu; có 08 đơn vị hành chính trực thuộc, gồm: Thành phố Vĩnh Long, thị xã Bình Minh và 06 huyện: Long Hồ, Mang Thít, Vũng Liêm, Tam Bình, Trà Ôn và Bình Tân.

#### Năm 2020: Nghị quyết số 868/NQ-UBTVQH14 ngày 10 tháng 1
- Nghị quyết số 868/NQ-UBTVQH14[59] ngày 10 tháng 1 năm 2020 của Ủy ban Thường vụ Quốc hội về việc thành lập các phường Trường An, Tân Ngãi, Tân Hòa, Tân Hội thuộc thành phố Vĩnh Long và sắp xếp đơn vị hành chính cấp xã thuộc tỉnh tỉnh Vĩnh Long:

thành phố Vĩnh Long
1. Thành lập phường Trường An thuộc thành phố Vĩnh Long trên cơ sở toàn bộ 565,77 ha diện tích tự nhiên và 7.530 nhân khẩu của xã Trường An.
2. Thành lập phường Tân Ngãi thuộc thành phố Vĩnh Long trên cơ sở toàn bộ 899,67 ha diện tích tự nhiên và 9.453 nhân khẩu của xã Tân Ngãi.
3. Thành lập phường Tân Hoà thuộc thành phố Vĩnh Long trên cơ sở toàn bộ 742,45 ha diện tích tự nhiên và 8.610 nhân khẩu của xã Tân Hòa.
4. Thành lập phường Tân Hội thuộc thành phố Vĩnh Long trên cơ sở toàn bộ 520,04 ha diện tích tự nhiên và 8.467 nhân khẩu của xã Tân Hội.
5. Sau khi thành lập 4 phường thuộc thành phố Vĩnh Long: Thành phố Vĩnh Long có 4.782 ha diện tích tự nhiên và 135.400 nhân khẩu; có 11 đơn vị hành chính trực thuộc gồm: Phường 1, phường 2, phường 3, phường 4, phường 5, phường 8, phường 9, phường Trường An, phường Tân Ngãi, phường Tân Hoà và phường Tân Hội.

huyện Bình Tân
1. Giải thể xã Thành Đông thuộc huyện Bình Tân, địa bàn nhập vào các xã Tân Quới, Thành Lợi, Tân Thành.
2. Điều chỉnh một phần diện tích và dân số giữa các xã Tân Quới, Thành Lợi, Tân Thành, Tân Bình
3. Thành lập thị trấn Tân Quới thuộc huyện Bình Tân trên cơ sở toàn bộ 909 ha diện tích tự nhiên và 10.224 nhân khẩu của thị trấn Tân Quới.
4. Sau khi thành lập thị trấn Tân Quới và sắp xếp đơn vị hành chính cấp xã thuộc huyện Bình Tân: Huyện Bình Tân có 15.288,63 ha diện tích tự nhiên và 95.709 nhân khẩu; có 10 đơn vị hành chính trực thuộc gồm các xã: Mỹ Thuận, Nguyễn Văn Thảnh, Thành Lợi, Thành Trung, Tân Bình, Tân Thành, Tân Hưng, Tân Lược, Tân An Thạnh và thị trấn Tân Quới.

huyện Mang Thít
1. Sáp nhập toàn bộ diện tích tự nhiên và dân số của xã Chánh Hội thuộc huyện Mang Thít vào thị trấn Cái Nhum.
2. Sau khi sắp xếp đơn vị hành chính cấp xã thuộc huyện Mang Thít: Huyện Mang Thít có 16.000 ha diện tích tự nhiên và 99.201 nhân khẩu; có 12 đơn vị hành chính trực thuộc gồm các xã: An Phước, Tân Long Hội, Nhơn Phú, Mỹ An, Hoà Tịnh, Bình Phước, Long Mỹ, Tân An Hội, Tân Long, Mỹ Phước, Chánh An và thị trấn Cái Nhum.

#### Năm 2024: Nghị quyết số 1203/NQ-UBTVQH15 ngày 28 tháng 9
- Nghị quyết số 1203/NQ-UBTVQH15[60] ngày 28 tháng 9 năm 2024 của Ủy ban Thường vụ Quốc hội về việc sắp xếp đơn vị hành chính cấp xã của tỉnh Vĩnh Long giai đoạn 2023–2025:

thành phố Vĩnh Long
1. Sáp nhập toàn bộ 1,52 km² diện tích tự nhiên và dân số 13.319 người của Phường 2 thuộc thành phố Vĩnh Long vào Phường 1.
2. Phường 1 có diện tích tự nhiên là 2,44 km2 và quy mô dân số là 27.945 người.

huyện Bình Tân
1. Sáp nhập toàn bộ 17,86 km² diện tích tự nhiên và quy mô dân số là 4.573 người của xã Tân Hưng huyện Bình Tân vào xã Tân An Thạnh.
2. Xã Tân An Thạnh có diện tích tự nhiên là 30,41 km2 và quy mô dân số là 16.879 người.

huyện Long Hồ
1. Sáp nhập toàn bộ 15,99 km² diện tích tự nhiên và quy mô dân số 13.807 người của xã Phú Đức thuộc huyện Long Hồ vào thị trấn Long Hồ.
2. Thị trấn Long Hồ có diện tích tự nhiên là 18,6 km2 và quy mô dân số là 23.483 người.

huyện Trà Ôn
1. Sáp nhập toàn bộ 22,28 km² và quy mô dân số là 14.547 người của xã Thiện Mỹ thuộc huyện Trà Ôn vào thị trấn Trà Ôn.
2. Thị trấn Trà Ôn có diện tích tự nhiên là 24,46 km2 và quy mô dân số là 26.968 người.

huyện Tam Bình
1. Sáp nhập toàn bộ 12,02 km² diện tích tự nhiên và quy mô dân số là 13.872 người của xã Tường Lộc huyện Tam Bình vào thị trấn Tam Bình.
2. Thị trấn Tam Bình có diện tích tự nhiên là 13,7 km2 và quy mô dân số là 20.501 người.

## Giai đoạn 2025 - nay

### Năm 2025: Nghị quyết số 202/2025/QH15
Ngày 12 tháng 6 năm 2025, Quốc hội khóa XV ban hành Nghị quyết số 202/2025/QH15 về việc sắp xếp đơn vị hành chính cấp tỉnh (nghị quyết có hiệu lực từ ngày 12 tháng 6 năm 2025). Theo đó, sáp nhập tỉnh Bến Tre và tỉnh Trà Vinh vào tỉnh Vĩnh Long.
Sau khi sáp nhập, tỉnh Vĩnh Long có 6.296,20 km² diện tích tự nhiên và quy mô dân số là 4.257.581 người.

### Năm 2025: Nghị quyết số 203/2025/QH15
Ngày 16 tháng 6 năm 2025, Quốc hội khóa XV ban hành Nghị quyết số 203/2025/QH15 về việc sửa đổi, bổ sung một số điều của Hiến pháp nước Cộng hòa xã hội chủ nghĩa Việt Nam. Theo đó, kết thúc hoạt động của đơn vị hành chính cấp huyện trong cả nước từ ngày 01 tháng 7 năm 2025.

### Năm 2025: Nghị quyết số 1687/NQ-UBTVQH15
- Nghị quyết số 1687/NQ-UBTVQH15[63] ngày 16 tháng 6 năm 2025 của Ủy ban Thường vụ Quốc hội khóa XV về việc sắp xếp các đơn vị hành chính cấp xã của tỉnh Vĩnh Long năm 2025:

Tỉnh Vĩnh Long: